# Những kẻ thách đấu
Những kẻ thách đấu là một bộ phim điện ảnh thể thao lãng mạn của Mỹ do Luca Guadagnino đạo diễn và Justin Kuritzkes viết kịch bản. Phim có sự tham gia của Zendaya, Josh O'Connor và Mike Faist. Phim kể về câu chuyện một nhà vô địch quần vợt Grand Slam đăng ký thi đấu trong một sự kiện thách đấu với người tình cũ của vợ và huấn luyện viên của anh ta.